# FOAF

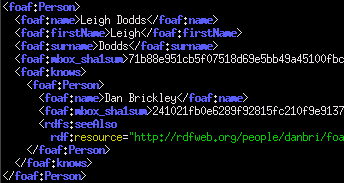
Скриншот файла FOAF RDF/XML в редакторе Emacs.

Друг друга, FOAF (англ. Friend of a Friend) — проект по созданию модели машинно-читаемых домашних страниц и социальных сетей, основанный Либби Миллер и Дэном Брикли. Сердцем проекта является спецификация, которая определяет некоторые выражения, используемые в высказываниях (англ. statements) о ком-либо, например: имя, пол и другие характеристики. Чтобы сослаться на эти данные используется идентификатор, включающий уникальные свойства друга (например, SHA1 сумма от E-Mail адреса, Jabber ID, или URI домашней страницы, веблога).
Основан на RDF, определён с помощью Web Ontology Language и разработан для лёгкой расширяемости, позволяет распределять данные между различными компьютерными окружениями.

## Пример
```
<rdf:RDF

  
xmlns:rdf=
"http://www.w3.org/1999/02/22-rdf-syntax-ns#"

  
xmlns:foaf=
"http://xmlns.com/foaf/0.1/"

  
xmlns:rdfs=
"http://www.w3.org/2000/01/rdf-schema#"
>

  
<foaf:Person>

    
<foaf:name>
Jimmy
 
Wales
</foaf:name>

    
<foaf:mbox
 
rdf:resource=
"mailto:jwales@bomis.com"
 
/>

    
<foaf:homepage
 
rdf:resource=
"http://www.jimmywales.com/"
 
/>

    
<foaf:nick>
Jimbo
</foaf:nick>

    
<foaf:depiction
 
rdf:resource=
"http://www.jimmywales.com/aus_img_small.jpg"
 
/>

    
<foaf:interest>

      
<rdf:Description
 
rdf:about=
"http://www.wikimedia.org"
 
rdfs:label=
"Wikipedia"
 
/>

    
</foaf:interest>

    
<foaf:knows>

      
<foaf:Person>

        
<foaf:name>
Angela
 
Beesley
</foaf:name>
 
<!-- Wikimedia Board of Trustees -->

      
</foaf:Person>

    
</foaf:knows>

  
</foaf:Person>

</rdf:RDF>

```

## Живой форум
- чат с экспертами по FOAF.